# Большой Иргиз (посёлок)
Большой Иргиз — посёлок в Большеглушицком районе Самарской области. Входит в состав сельского поселения Малая Глушица.

## История
В 1973 г. Указом Президиума ВС РСФСР поселок  Гослесопитомника переименован в Большой Иргиз.

## Население
| 2010 |
| ---- |
| 18   |